# Bandera d'Assíria
La bandera assíria fou establerta fou establerta en el 1974 en el sisè congrés de l'Assyrian Universal Alliance a Yonkers.

## Història
La primera bandera assíria fou establerta durant la primera Guerra Mundial i utilitzada en les converses entre representants assiris i les fores aliades. Estava formada per tres franges horitzontals de porpra, blanc i vermell; a la cantonada superior del pal tres estrelles blanques que representaven les tres principals esglésies (Església Assíria Oriental, Església Ortodoxa Siríaca i Església Catòlica Caldea) tot i que també era acceptada per l'Església Catòlica Siríaca. Fou creada per la comunitat de Tur Abidin a Turquia i va estar en ús fins al 1973 i conservada encara per algunes associacions com la Federació Assíria Americana (que hi afegeix el segell al centre).
Les forces militars assíries del general Agha Petros que operaven a Turquia oriental i Iran al Front de l'Orient Mitjà durant la Primera Guerra Mundial, disposaven d'un estendard vermell amb creu blanca. Segons la descripció damunt de la creu blanca hi havia escrit en siríac "Confia en Déu i segueix la creu"; a la cantonada el segell del general.
Les forces rebels de la regió d'Urmia que van voler establir un estat independent vers 1920 utilitzaven banderes blanques amb creus que es creu que eren blaves. No es coneixen exemplars reals d'aquestes banderes.
El 10 d'abril de 1968 l'Aliança Universal Assíria reunida a Pau establí un emblema: el rei Sargon I d'Assíria.
Al tercer congrés de 1970, fet a Colònia (Alemanya) es va adoptar l'anomenada "estrella assíria" com emblema dins d'un cercle blanc en un banderí vermell d'acord amb el disseny de l'arquitecte iranià George Breit Atonos, que es va basar en antigues pintures. Aquesta estrella era el centre de l'àliga de l'obelisc de Ninive.
El IV Congrés de 1971 a Teheran, va finalment adoptar una bandera nacional que era similar a l'actual. Les quatre diagonals ondulades de color vermell-blanc-blau (representant les quatre blaves a l'Eufrates, les quatre vermelles al Tigris i les quatre blanques al Zab) convergint al centre en un sol (un simple cercle o un disc taronja). A la part superior, al centre l'emblema del rei Sargon I de 1968. El disseny es va perfeccionar i el sol va esdevenir un disc daurat representant Shamash (el deu assiri del sol creador de la vida a la Terra) rodejat d'un cercle blanc del que sorgien quatre puntes d'estrella blaves que representaven la terra i la tranquil·litat (el blau és el color de la tranquil·litat entre els assiris). Aquesta disseny central apareix a alguns dibuixos com a disc negre i quatre puntes negres, però posteriorment les puntes d'estrella sempre seran blaves, i el disc central generalment daurat encara que alguna vegada es va veure disc negre.
El disseny no es va arribar a consolidar i al V Congrés a Ginebra no fou ratificat i es va anar a un disseny més senzill; una bandera vertical amb un triangle rectangle blau al pal i un altre invertit (la base a la part superior) al vol, amb una àmplia zona blanca entremig amb l'estrella assíria al centre.
El 1974 al Congrés de Yonkers (Estats Units) es va tornar a la bandera de 1971, encara que se li va donar un millor acabat amb el sol daurat i l'estrella blava; l'emblema de Sargon fou modificat representant a la deïtat Asshur, la deïtat suprema assíria, en un cercle amb dues ales desplegades que sobresurten del cercle; aquest fou l'estendard del rei Sargon II que sempre tenia al seu costat perquè tothom sabés on era. El color de l'emblema era en el mateix color i disseny que el treball ceràmic original preservat al Museu Britànic, però per la dificultat de reproducció apareix en blau, vermell, negre i daurat; a les modernes banderes s'ha imposat aquest darrer color. El disseny fou de l'artista George Breit Atonos. Aquest disseny fou seleccionat entre totes les propostes que s'havien presentat entre 1868 i 1973 per considerar-la la que millors reflectia de manera moderna la història assíria.
Els colors nacionals són el groc i el vermell (a vegades s'hi afegeix el blau). A la I Guerra Mundial un batalló assiri de la Legió Estrangera Francesa va agafar com emblema un brau alat assiri durant la lluita a Mesopotàmia i després fins a la independència de Síria el 1948; aquest brau era vermell amb ales daurades. El 1948 les autoritats sirianes van desmantel·lar el batalló i van prohibir el desplegament del brau alat. Per saltar-se aquesta prohibició els assiris de Síria van idear representar el brau com un triangle vermell i les ales com un altre triangle invertit de color groc; aviat va quedar com una bandera dividida diagonalment amb el groc a la part del pal i el vermell al vol. Aquesta bandera fou utilitzada al Primer Festival Atlètic Senaquerib celebrat el 1970 a Beirut.
Aquestos colors foren adoptats per l'Aliança Universal Siríaca en forma de vermell sobre groc, com a bandera de l'entitat (no dels siríacs o dels assiris).
El blau i fou afegit després per simbolitzar el Tigris i l'Eufrates i va esdevenir una bandera de tres franges horitzontals blau, groc i vermell. Aquestos colors foren populars a Síria fins que als anys noranta va sorgir l'actual bandera dels siríacs/arameus que utilitza els clàssics colors vermell i groc que es va fer popular als anys noranta sent usada a Síria i Turquia. És vermella amb emblema daurat.
Els caldeus també van adoptar la seva bandera. Hi va haver un gran nombre de propostes sempre treballant amb la idea de color blanc i dos franges o bandes blaves simbolitzant el dos rius, i l'estrella assíria al centre. L'artista Amer Hanna Fatuhi (de Beth Nahrein, Iraq) va fer el primer disseny el 1985 i el va modificar el 1995 registrant als Estats Units els diversos models creats l'octubre de 1997 i sent reconegut finalment un dels dissenys el desembre de 1999; aquest disseny té les dues bandes blaves rectes (estil israelià però en vertical) en drap blanc, i l'estrella al centre amb un disseny millorat.
L'Església Assíria Oriental utilitza modernament bandera blanca amb una franja vertical groga al pal, i al mig de la part blanca l'emblema en porpra sobre el qual la inscripció "Church of the East" i sota una inscripció en siríac que segurament vol dir el mateix.

## Banderes de grups
Menys d'un 1% dels assiris s'havia convertit a l'Islam a la dècada de 1970 però havien la cultura assíria. Aquestos assiris van adoptar una bandera de tres franges verticals, porpra, groc i verd, amb mitja lluna i estrella al cantó. Aquesta bandera probablement ja fa anys que no s'utilitza.
A les emissions de televisió sota el règim baasista els assiris del règim s'identificaven amb una bandera vermella amb l'emblema de Sargon en daurat. Al mateix temps a la televisió kurda els assiris es remarcaven just amb la bandera contraposada: groga amb l'emblema vermell.